# Нагірний Євген Васильович
Євге́н Васи́льович Нагі́рний (13 серпня 1885, Рудне — 8 червня 1951, Львів) — український архітектор, син Василя Нагірного. 1912 році закінчив архітектурний відділ Вищої технічної школи у Львові.
Працював у Львові на початку XX століття, спочатку разом з батьком. Використовував різні стильові форми — необароко, неороманику, неовізантійські тощо і функціоналізму у 1920—30-х роках, при проєктуванні дерев'яних храмів переважно розвивав традиції бойківської школи.

## Життєпис

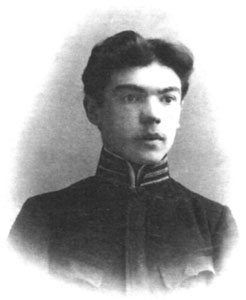
Євген Нагірний.
(Фото кінця 90-х років XIX ст.)

Народився у селі Рудне біля Львова у родині архітектора і громадського діяча Василя Нагірного. Після закінчення гімназії, у 1903 році вступив на архітектурний факультет Львівської політехніки. Проте незабаром його як активного борця за український університет заарештувала австрійська поліція. Після звільнення він продовжив навчання і в 1912 році закінчив політехніку. Вирішальний вплив на формування Євгена Нагірного як архітектора мали професор Іван Левинський та архітектор Вавжинець Дайчак, у чиїх творчих майстернях він стажувався. Згодом на творчі погляди сина безпосередньо вплинув сам батько, у проєктно-будівельному бюро якого працював Євген Нагірний. Їхню творчу співпрацю перервала Перша світова війна, потім у 1915 році другий арешт і заслання Євгена цього разу російським самодержавством, що захопило Львів. Повернувшись із заслання, архітектор займається відбудовою зруйнованих споруд у м. Долина. Після смерті батька та молодої дружини, з маленькою донечкою на руках, повернувся до Львова. У 1922 році заснував власне архітектурне бюро, яке до 1940 року діяло на площі Ринок.
Член Українського технічного товариства. 1930 року обраний головою товариства. Член, а у 1936 році голова Спортивного товариства «Україна». У 1939 році після включення Західної України до складу УРСР, Є. Нагірний разом з Миколою Мікулою створив Львівську організацію Спілки архітекторів України. У часи німецької окупації очолював Державну промислову школу. Пізніше, знову як член спілки, до кінця життя виконував функції заступника голови, керував секцією охорони пам'яток архітектури у Львівському облвиконкомі, викладав у Політехнічному інституті, а з 1947 року і у Львівському державному інституті прикладного і декоративного мистецтва.
Помер Євген Нагірний 8 липня 1951 року, залишивши понад 500 спроєктованих і близько 300 побудованих об'єктів. Похований на Личаківському цвинтарі, поруч із батьком, на полі № 5. 1975 року поціновувачі творчості Євгена Нагірного підготували виставку, присвячену до 90-ліття від дня народження. Однак компартійна номенклатура не дала дозволу на експозицію навіть за умови вилучення з неї усіх проєктів культових споруд.

## Сімейний архів
Наприкінці 1980-х років, після смерті другої дружини архітектора, Йосифи Флянч, яка не залишила заповіту, особистий архів Нагірних планували вивезти на сміття. Та цьому завадив директор Львівської галереї мистецтв Борис Возницький. Всі вони були передані галереї. Розрізнені документи опрацьовано співробітницею галереї Наталією Філевич. З'ясувалося, що автором частини документів був чоловік доньки Нагірного Василь Лев — замовчуваний у радянський час мовознавець, славіст, історик літератури. 2000 року організовано виставку «Нагірні, Леви: історія одного врятованого архіву» та видано друком збірку статей, спогадів, наукових розвідок та архівних матеріалів.

## Споруди

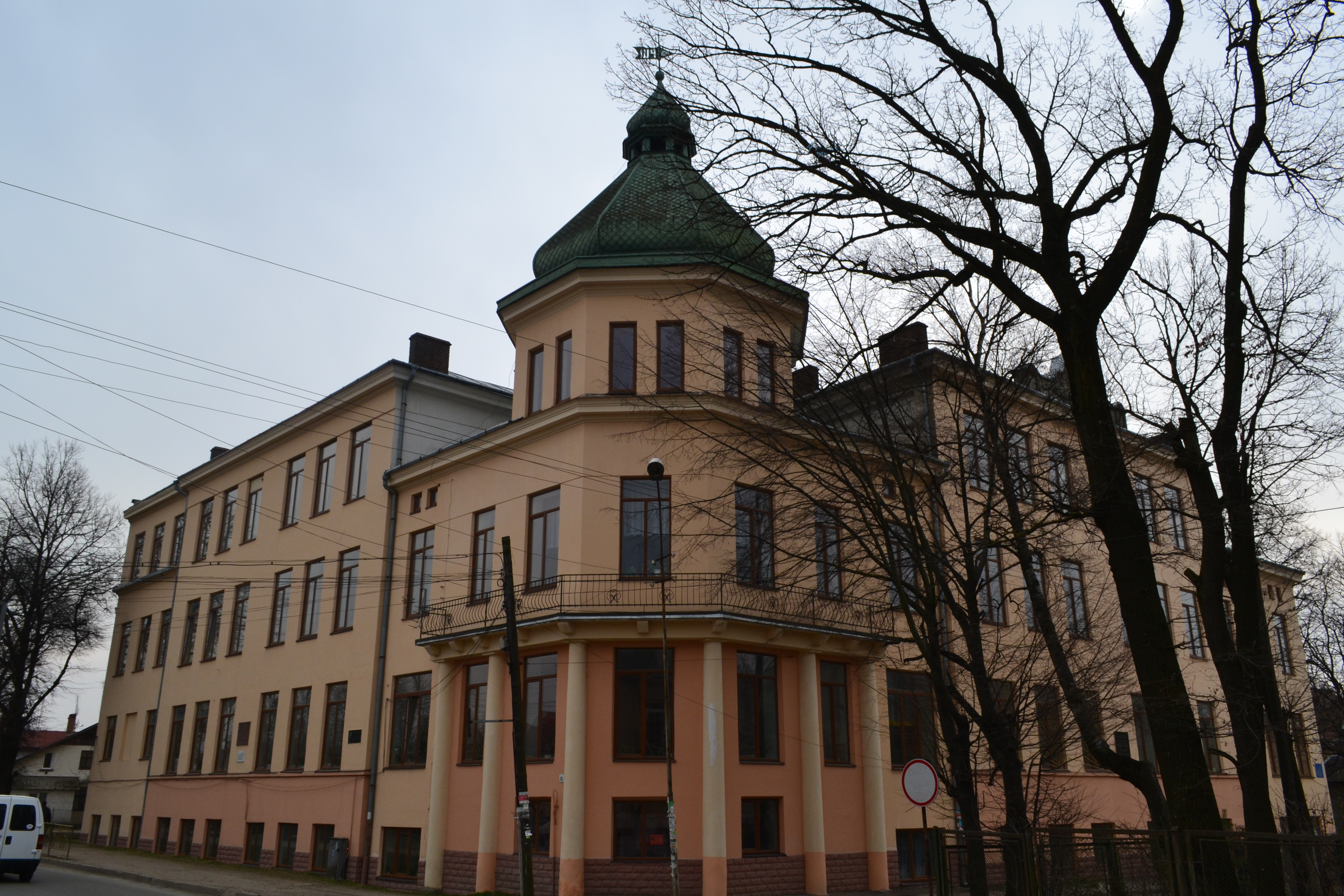
Будівля Дрогобицької української гімназії імені Івана Франка

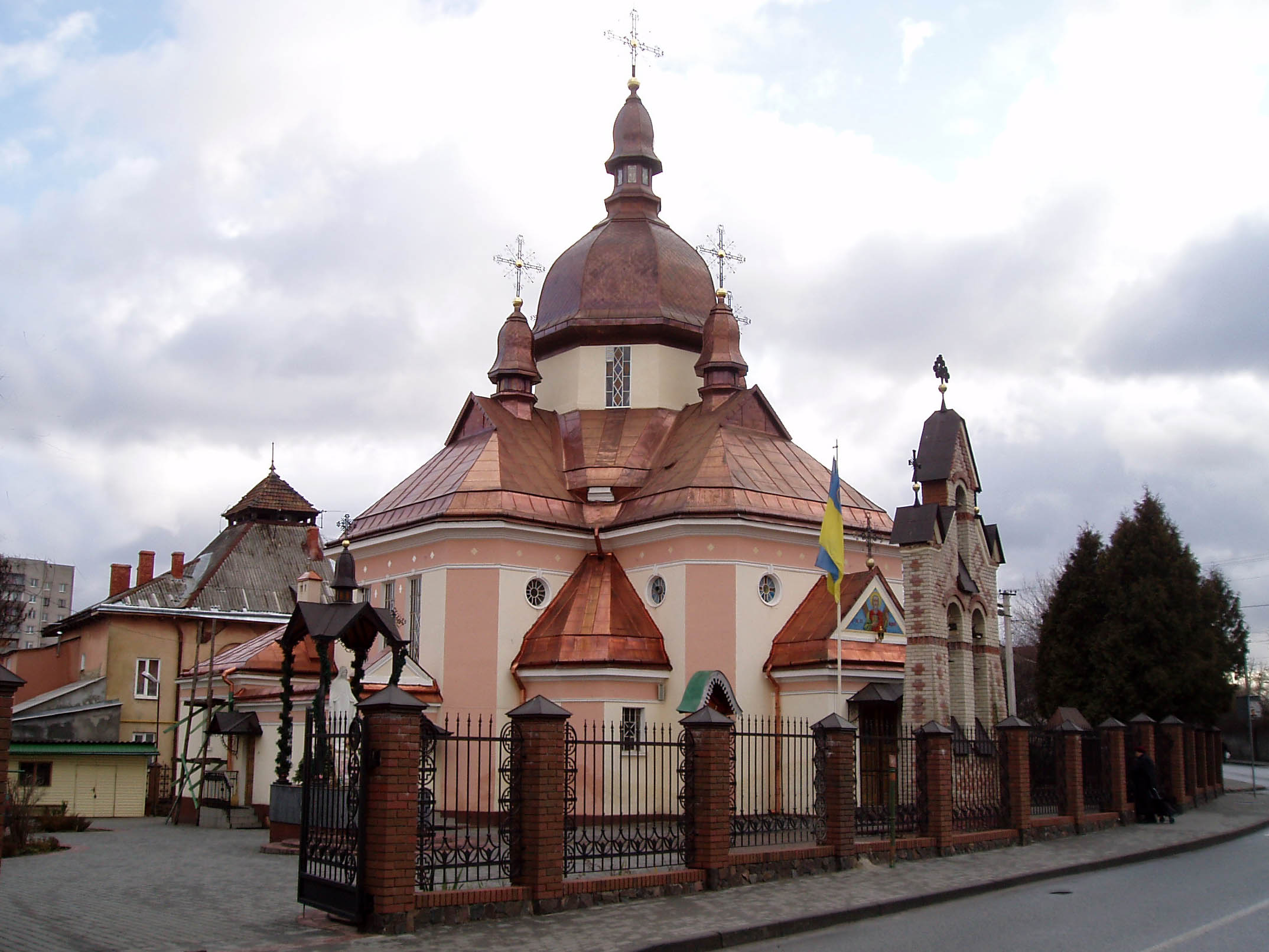
Церква святого Андрія, Клепарів

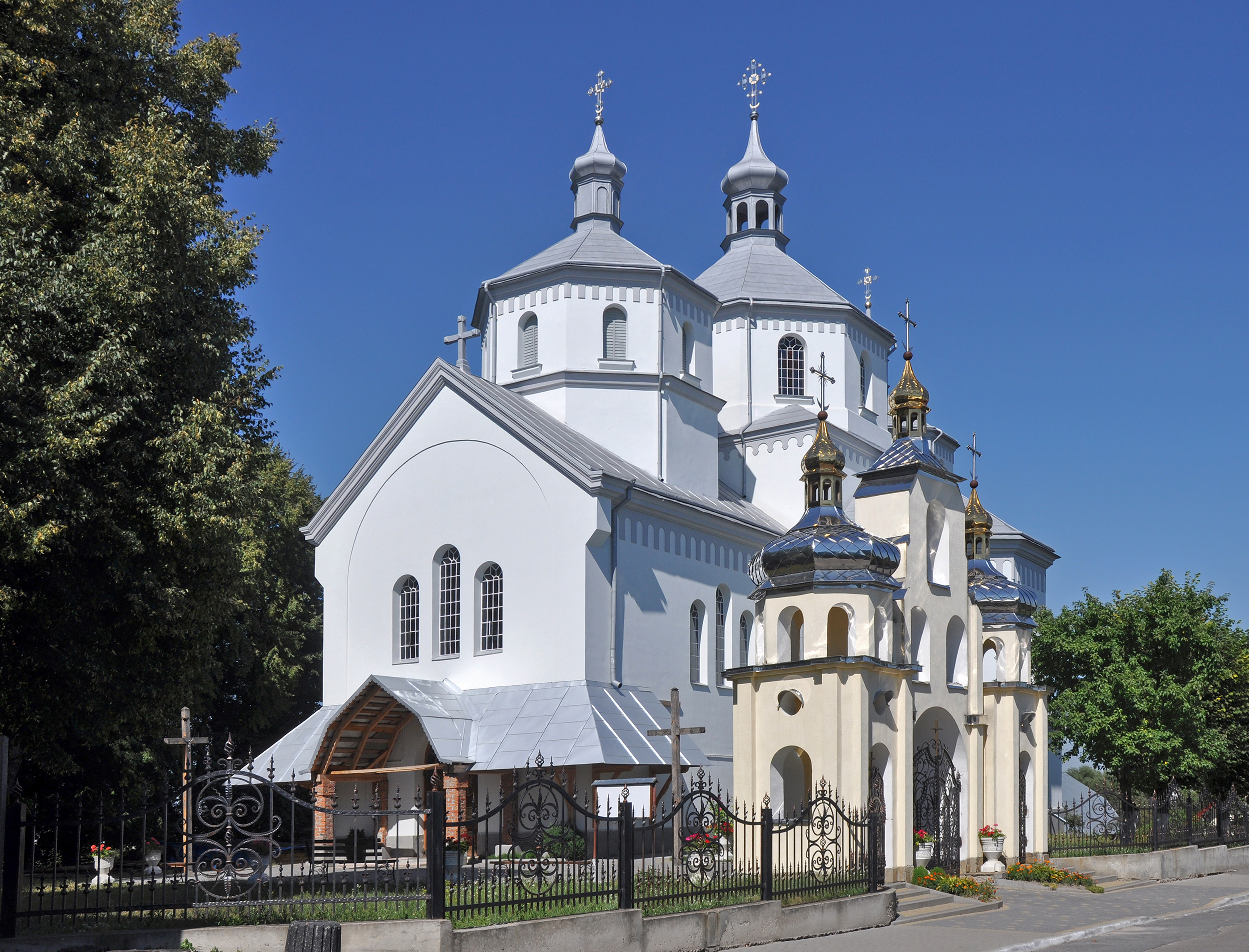
Церква Святого Миколая, Буськ

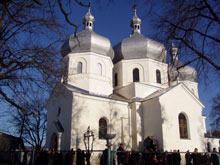
Церква у с. Веринь, 1932 р.

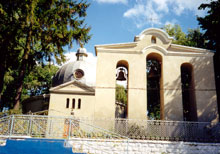
Церква у с. Будилів, 1912 р.

церква у с. Бірча, 1924—1939 рр.

- Керівництво спорудженням школи УПТ на вулиці Круп'ярській, 15 у Львові (завершено 1923).[8]
- Будинок «Рідної школи» імені Тараса Шевченка на вулиці Коцюбинського, 23 у Львові (1924—1928 рр.).[9]
- Вілла родини Стернюків у Гребенові (1928).[10]
- Будинок санаторію в с. Черче Івано-Франківського району (1929).[11]
- Житловий будинок на вулиці Рудницького, 54 (1930—193 рр.).[12]
- Реставрація житлового будинку у Львові на вулиці Руській, 10 (1932 р.).[9]
- Проєкт упорядкування цвинтаря стрільців УГА на Янівському цвинтарі, поле 38. Реалізований 1933 року «Кооперативою інжинірських робіт» під керівництвом інженера Андрія Пясецького.[13]
- Житловий будинок на вулиці Квітки-Основ'яненка у Львові (1935).[14]
- Двоповерхова кам'яниця при вулиці Левицького, 120 у Львові (1936).[15]
- Проєкт шпиталю Народна лічниця на нинішній вулиці Озаркевича, 4 у Львові. Спорудженням керував Олександр Пежанський.[16] 1934 рік.[9]
- Будівля Дрогобицької української гімназії імені Івана Франка.
- Вілла на вулиці Галицькій, 26 у Винниках.[10]
- Будинок на вулиці Міцкевича, 2 у Дрогобичі (зберігся у перебудованому вигляді).[10]

Муровані церкви
- Церква св. Андрія Первозванного на вул. Варшавській (1924—1931 рр., за проєктом С. Тимошенка 1922 р.).[9]
- Церква у м. Косів на Івано-Франківщині (1925 р.),
- Церква Покрова Пресвятої Богородиці у с. Бишки на Тернопільщині (1938 р.),
- Церква св. Йосафата у с. Потік (Козівська ОТГ) на Тернопільщині (1938 р.),
- Церква св. Михайла у м. Підгірці на Львівщині (1926 р.).
- Відбудова пошкодженої пожежею церкви св. ап. Петра і Павла у Комарному. Виконана у 1927—1929 роках.[17]
- Церква св. Дмитра у с. Виписки на Львівщині (1929 р.),
- Церква св. Миколи у м. Буськ на Львівщині (1930 р.).
- Церква св. Іоана Предтечі у с. Колбаєвичі на Львівщині (1927—1932 рр.)
- Церква св. Параскеви у с. Будилів на Львівщині (1932 р.).
- Церква св. Михайла у с. Веринь на Львівщині (1932 р.).
- Проєкт церкви в селі Тарнавка Ланцутського повіту, створений не пізніше 1932 року.[18]
- Церква св. Михайла в с. Ямельня (1934 р.).[19]
- Проєкт церкви і притулку на Знесінні (тепер місцевість Львова) (1935 р.).[20] Не був реалізований.[21]
- Церква у с. Делятин на Івано-Франківщині (1935 р.).
- Церква св. Онуфрія у с. Добротвір на Львівщині (1935 р.).
- Церква в с. Биків Мостиського району. Первинний проєкт авторства Якова Рудницького двічі відхилявся владою у 1928 і 1935 роках. Євген Нагірний модифікував його і реалізував до 1936 року.[17]
- Церква Собору Св. Івана Хрестителя у с. Гаї на Львівщині. Дизайн 1928 р., завершення будівництва 1936 рік.
- Церква Різдва Пресвятої Богородиці у м. Стебнику на Львівщині (1938 р.).
- Церква св. Миколи у м. Краковець на Львівщині (1938 р.).
- Церква на вул. Миронюка у Львові.[9]
- Проєкт неовізантійської церкви у Львові в місцевості Богданівка (1930-ті, не реалізована).[22]

Дерев'яні церкви
- Церква Введення Пресвятої Богородиці в с. Дубшари Калуського району на Івано-Франківщині (1924 р.).[9]
- Церква Введення Богородиці в с. Ортиничі Дрогобицького району на Львівщині (1925 р.).[9]
- Церква св. Миколи в с. Нижній Струтинь Калуського району на Івано-Франківщині (1926 р.).[9]
- Церква Воскресіння Господнього в с. Старі Богородчани Богородчанського району, з с. Заріче на Івано-Франківщині (1926 р.).[9]
- Церква св. Параскеви в с. Фітьків Надвірнянського району на Івано-Франківщині (1928 р.).[9]
- Однобанна бойківського типу церква Собору св. Івана Хрестителя в с. Дністрик Самбірського району на Львівщині /з с. Головецький (1929 р.).[9]
- П'ятибанна бойківського типу Вознесенська церква в с. Багнувате Самбірського району на Львівщині (1929 р.).[9]
- Миколаївська церква в с. Орявчику на Львівщині (1930 р.).[9]
- Однобанна з двома ліхтарями церква бойківського типу в с. Орявчик Стрийського району на Львівщині (1930 р.).[9]
- Трибанна бойківського типу церква св. Івана Хрестителя у с. Виців Самбірського району на Львівщині (1931 р., тесля В. Стельмах).[9]
- Церква святої Параскеви в с. Берлин (1933 р., майстри батько і син Літовинські зі Щурович). Хрещата у плані, п'ятиверха, з гранчастим вівтарем і двома симетричними ризницями.[23]
- Михайлівська церква в с. Красне Турківського району на Львівщині (1933 р.).[9]
- Церква св. Івана Богослова в с. Дуб'є Бродівського району на Львівщині (1933 р.).[9]
- П'ятибанна церква бойківського типу в с. Красному на Львівщині (1933 р.).[9]
- Реконструкція церкви в с. Любеля (1934 р.).[17]
- Церква Воздвиження Чесного Хреста в с. Великі Мокряни Яворівського району на Львівщині (1937 р.)[24]
- Церква Св. Трійці в м. Косові на Станіславщині (30-і роки).[9]
- Одноверха цвинтарна церква св. Юрія бойківського типу у с. Верхнє Синьовидне Стрийського району на Львівщині (1930-і роки).[9]
- Церква Преображення Господнього в с. Вирів Львівського району, Львівської області (1939 р.).[25]

## Характеристика творчості

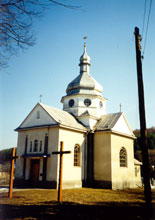
Церква у с. Виписки, 1929 р.

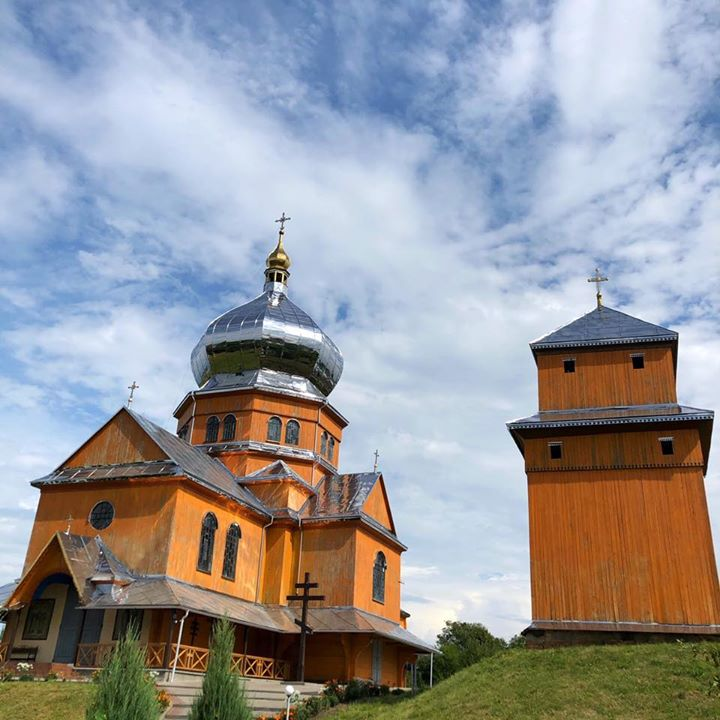
Церква Преображення Господнього ПЦУ (1939 р.) з дзвіницею села Вирів.

Розвивав класицистичні тенденції у напрямках неокласицизму та класицистичного модерну. Традиції народної архітектури знайшли своє відображення в розвитку українського стилю та у розробці неоросійських тенденцій. Національний стиль Нагірний розвивав у наступних напрямках: український модерн та українське необароко.
Основним джерелом для наслідування стала спадщина доби козацького бароко. Необхідно виділити два етапи творчого пошуку стилістичних напрямків для мурованого сакрального будівництва: до 1914 р. і міжвоєнні роки.
На першому етапі виразними були неоросійські тенденції, що відображено у кількох проєктах. Будівництво церков з використанням класичних ордерних композицій характерне як для першого, так і для другого етапу. Окрім того, для першого етапу проєктування характерний еклектизм, звернення відразу до кількох архітектурних праобразів, надмірне використання архітектурних деталей та оздоблення. На другому етапі практично не зустрічаються споруди з використанням форм російської сакральної архітектури. Пошуки українського національного стилю переростають у два потужні напрямки: український модерн та українське необароко.
Для другого етапу характерний більш виважений вибір стилістичних прототипів, еклектичність має не настільки яскраво виражений характер, архітектор все рідше використовує в проєктах архітектурні деталі та мотиви, більше значення надається гармонії та естетиці загального архітектурного образу. Важливою рисою творчості Євгена Нагірного було прагнення поєднати особливості національної спадщини з надбанням прогресивної світової думки для того, щоб досягнути єдності народного та міжнародного, споконвічного і новітнього. Національні традиції були переосмислені згідно із стилістичними уподобаннями нового часу. Вони були розвинуті та оновлені, спрямовані на пробудження національної свідомості народу, піднесення його духовних надбань.